# Vittorio Casaretti
Vittorio Casaretti (Trecasali, 24 ottobre 1922 – ...) è stato un calciatore italiano, di ruolo centrocampista.